# آنالوگ دیوایسز
آنالوگ دیوایسِز (به انگلیسی: Analog Devices) یک شرکت چندملیتی آمریکایی که در زمینه تبدیل داده، پردازش سیگنال و مدیریت نیرو، مستقر در نوروود، ماساچوست است